# Xanthorhoe tromsoensis
Xanthorhoe tromsoensis är en fjärilsart som beskrevs av Fuchs 1898. Xanthorhoe tromsoensis ingår i släktet Xanthorhoe och familjen mätare. Inga underarter finns listade i Catalogue of Life.